# Kārlis Baumanis
Baumaņu Kārlis o Kārlis Baumanis (Viļķene (Wilkenhof), 11 de mayo de 1835 — Limbaži, 10 de enero de 1905) es uno de los primeros compositores de Letonia, uno de los fundadores de la música profesional letona, colaboró con la publicación satírica "Dundurs", fue dramaturgo, poeta y escritor de varias canciones. 
Escribió y compuso el himno nacional de Letonia "Dios bendiga a Letonia" hacia 1870. Fue el primer compositor que usó la palabra "Letonia" en la letra de su canción, en el siglo XIX, cuando el país aún era parte del Imperio Ruso.
Vivió y trabajó en Limbaži (Lemsal) como maestro y periodista.